# Prince George North (circonscription britanno-colombienne)
Pour les articles homonymes, voir Prince George.
Circonscription électorale provinciale du Canada
Prince George North est une ancienne circonscription provinciale de la Colombie-Britannique représentée à l'Assemblée législative de la Colombie-Britannique de 1979 à 2009.

## Géographie
La circonscription représentait un territoire au centre-nord de la province.

## Liste des députés
| Législature         | Années              | Député              | Député              | Parti               |
| Prince George North | Prince George North | Prince George North | Prince George North | Prince George North |
| ------------------- | ------------------- | ------------------- | ------------------- | ------------------- |
| 32e                 | 1979–1983           |                     | John Heinrich       | Créditiste          |
| 33e                 | 1983–1986           |                     | John Heinrich       | Créditiste          |
| 34e                 | 1986–1991           |                     | Lois Boone          | Néo-démocratique    |
| 35e                 | 1991–1996           |                     | Paul Ramsey         | Néo-démocratique    |
| 36e                 | 1996–2001           |                     | Paul Ramsey         | Néo-démocratique    |
| 37e                 | 2001–2005           |                     | Pat Bell            | Libéral             |
| 38e                 | 2005–2009           |                     | Pat Bell            | Libéral             |